# Старый Витим II
Старый Витим II — могильник эпохи раннего неолита, расположенный в Муйском районе Республики Бурятии на правом берегу реки Муя, к югу от села Усть-Муя. Открыт в 1976 году. Раскопки проводились с 1976 года по 2009 год. Всего было раскопано 15 могил, восемь из которых содержали остатки погребения, остальные семь, хоть и напоминали по структуре могилы, были определены как ложные захоронения (кенотафы). Умершие в могилах лежали на правом боку головой на юго-запад, а лицом на юго-восток, ноги у них были согнуты в коленях. Сами погребения были засыпаны слоем чистой, тёмно-красной, порошкообразной охры мощностью до 5 см, которая подстилала и перекрывала костяки.
Старый Витим II стал первым могильником, раскопанным в бассейне реки Витим, ранее в этих местах было известно только о нескольких разновременных могильниках, привязанных к стояночным комплексам. Памятник является объектом археологического наследия и объектом культурного наследия России федерального значения.

## Географическое положение
Могильник расположен в 1,2 км к юго-западу от села Усть-Муя Муйского района Республики Бурятии, на мысовидном выступе, на высоте 8 — 10 м, между правым берегом реки Муя и протокой Старый Витим реки Витим в их приустье, в пределах Муйско-Куандинской межгорной впадины.
Расположение могильника у воды несёт символизм — в погребальных обрядах она, по верованиям, «обеспечивает посмертное возрождение». У сибирских народов вода означала Нижний мир. Река, гора, дерево, ветер считались дорогами, которые связывали миры. В культуре многих народов умершие продолжали существовать в ином пространстве, поэтому кладбище рассматривалось как поселение умерших.

## История исследований
Долгое время исследователи не обращали внимание на местность, расположенную в среднем течении реки Витим. Лишь в 1960-х годах были сделаны единичные находки А. А. Формозовым, которые были отнесены к эпохе неолита и датировались 3 — 2 тысячелетием до н. э. Кроме того, геологи С. М. Цейтлин, А. С. Едрихинский, В. С. Лосицкий в разное время отмечали наличие следов, оставленных древним населением в Муйско-Куандинской впадине.
В 1976 году Витимским отрядом Ленской партии Комплексной археологической экспедиции Иркутского государственного университета (Ленский отряд КАЭ ИГУ) под руководством М. П. Аксёнова и В. М. Ветрова проводилась археологическая разведка участка долины реки Витим. Экспедиция прошла путь от села Усть-Каренга до села Неляты длиной 400 км. Эта разведка позволила выявить на территории Муйско-Куандинской впадины шесть местонахождений: Усть-Муя I—III (в пределах села Усть-Муя) и Старый Витим I—III. Первый разведочный шурф на памятнике, позже развитый в траншею длиной 9 м, был заложен экспедицией в 1976 году в бровки надпойменной террасы протоки Старый Витим. Находки стали фиксировать уже на глубине 0,2 м: отщепы, пластины, колотые гальки, обломки костей и керамики, кусочки бронзового сплава.
В 1977 году на местонахождении Старый Витим II начались раскопки. В работах участвовали Ленский отряд КАЭ ИГУ совместно с археологической группой Бурятского института общественных наук Бурятского филиала Сибирского отделения Академии наук СССР (БИОН БФ АН СССР), в составе В. М. Ветрова, Е. М. Инешина, А. Ю. Миронова, А. П. Трифонова. Раскопки происходили на площади в 26 м². При расширении траншеи, заложенной в 1976 году, на глубине в 0,6 м было найдено первое погребение, датируемое исследователями эпохой палеометалла. Это погребение стало первой раскопанной могилой в долине реки Витим.
В 1985, 1988 годах на местонахождении Старый Витим II исследовательские работы по определению состояния памятника, для уточнения его топографической ситуации и его фотографирование проводили В. М. Ветров и В. М. Инешин. В результате этих работ был составлен археологический паспорт объекта. В 1993 году проходило строительство автодороги между Таксимо и Усть-Муя, в связи с чем на памятнике, который был расположен близко к стройке, были проведены археологические обследования. К раскопу 1977 года Е. М. Инешиным и А. В. Тетенькиным была сделана прирезка, и археологи обнаружили яму с сажистыми и охристыми прослойками, но без скелета человека и какого-либо сопроводительного инвентаря. Яме был присвоен номер 14, а по углю из неё было проведено первое радиоуглеродное датирование могильника.
Последующие крупные раскопки в 2000, 2001, 2002 и 2009 годах под руководством В. М. Ветрова велись силами Лаборатории археологии Иркутского государственного педагогического университета, в результате которых площадь раскопа выросла до 244 м². В этот период была раскопана большая часть погребально-ритуальных комплексов — было выявлено 13 ям, в семи из них были найдены остатки погребённых с сопроводительным инвентарем, шесть из них были определены как ложные захоронения (кенотафы). Таким образом, раскопки могильника проводились в течение шести полевых сезонов с 1976 по 2009 года.
Памятник археологии охраняется государством в соответствии с Постановлением Совета Министров Бурятской АССР № 134 от 26 мая 1983 года и Постановлением Правительства Республики Бурятии № 242 от 09 июля 1996 года. В едином государственном реестре объектов культурного наследия (памятников истории и культуры) народов Российской Федерации приказом Министерства культуры РФ № 111896-р от 3 октября 2017 года ансамбль памятников Старый Витим I—III зарегистрирован как объект культурного наследия федерального значения «Усть-Муя. Старый Витим. Пункт I—III», с присвоением ему регистрационного номера 031741018070006.

## Могильник
Название могильник получил по протоке Старый Витим, возле которой он был обнаружен. Памятник стал первым могильником, раскопанным в бассейне реки Витим, ранее в этих местах было известно только о нескольких разновременных могильниках, привязанных к стояночным комплексам.
В результате всех исследований на площади в 273 м² было найдено 15 могил, из которых восемь относились к погребальным комплексам (в них были обнаружены остатки погребённых, охра и сопроводительный материал — погребения № 1, 2, 3, 4, 5, 6, 10, 11), остальные семь были определены как ложные захоронения (по своей структуре они были похожи на могилы), четыре из них (погребения № 7, 9, 14, 15) были определены как кенотафы. Погребения № 9 и 14 были пустыми, в связи с чем исследователи посчитали, что они были просто вырыты впрок и по назначению не использовались. Погребения № 8, 12, 13 отличались от погребений и от кенотафов, они не содержали ни костяков человека, ни охры, ни сопроводительного инвентаря, характерного для могильников, поэтому исследователи посчитали, что они не имеют прямого отношения к могильнику и, скорее всего, не являются и ритуальными (кенотафами). Все погребения были расположены компактной группой на расстоянии 1 — 3 м друг от друга.
Умершие в могилах лежали на правом боку головой на юго-запад, а лицом на юго-восток, ноги у них были согнуты в коленях. Сами погребения были засыпаны слоем чистой, тёмно-красной, порошкообразной охры мощностью до 5 см, которая подстилала и перекрывала костяки. Некоторые погребальные ямы какое-то время оставались открытыми, то есть они выкапывались впрок — это подтверждает заплывание стенок.
Предпринимались попытки радиоуглеродного датирования могильника. Сложность заключалась в том, что плохая сохранность костей привела к низкому содержанию коллагена, что дало разброс дат. Сначала по углю, найденному при раскопках в 1977 году одного из погребений, в 1993 году была получена радиоуглеродная дата — 4550±90 лет назад. В 2002 году по углю из трёх погребений были получены даты от 7,3 до 6,4 тыс. лет назад. По совокупности различных признаков могильник был отнесён к раннему неолиту. Угли не обеспечивали «прямого датирования», так как их извлекали из засыпки ям, которая производилась не одноактным действием.

## Погребения
Погребение № 1. Подпрямоугольная могильная яма глубиной 0,6 м имела дно размером 1,9 × 1,0 м, была ориентирована с юго-запада на юго-восток. Погребение было засыпано охрой мощностью 0,02 — 0,03 м. От скелета погребенного осталось только восемь коронок от больших коренных зубов и несколько, очень плохо сохранившихся, фрагментов костей.
Вместе с погребенным было раскопано 28 цилиндрических бусин из агальматолита высотой от двух до пяти мм и диаметром 5,5 — 6 мм, 88 призматических пластин и их сегментов с максимальной длиной в 4,6 см и толщиной в 0,1 см, один скребок, один стержень китойского типа длиной 4,4 см, который позже был потерян. Пластины использовались в качестве вкладышей для орудий, часть была изготовлена из кремня (25 штук), остальная из халцедона (63 штуки). 14 вкладышей в неплохом состоянии были раскопаны в северо-восточной части погребения № 1.
Погребение № 2 было разрушено корнями деревьев и морозобойными трещинами. Могила была ориентирована с северо-востока на юго-запад. На глубине 0,67 — 0,7 м были найдены фрагменты коронок коренных зубов человека, фрагмент черепной коробки, а также пластина-вкладыш из халцедона. Из-за морозобойного растрескивания части могильной ямы были расположены на разных уровнях — северо-восточная часть была ниже на 0,1 — 0,2 м.
Погребение № 3 было в форме овала 2,78 × 1,90 м, ориентированного с юго-запада на северо-восток. В северо-восточной части могилы были найдены четыре пластины, в центральной части погребения на глубине 0,55 м был обнаружен концевой вкладыш. На глубине 0,7 м стали встречаться пятна охры, а чуть дальше — на глубине в 0,87 м — было раскопано плотное пятно, заполненное разложившемся костным материалом. Здесь были обнаружены остатки черепа, обломки коронок коренных зубов, остатки нижних конечностей и, возможно, остатки рук. Между согнутыми ногами и остатками руки были найдены 26 пластин-вкладышей.

Погребение № 3. Фото части костяка в процессе расчистки

В восточной части погребение соприкасалось с могилой № 9 (до глубины 0,5 м), которая была заложена позже погребения № 3, в результате чего частично прорезало его. На глубине в 0,6 — 0,7 м могилы разделялись.
Погребение № 4 имело овальную могильную яму размерами 1,9 × 1,5 м, ориентированную с юго-запада на северо-восток. Погребение началось прослеживаться с глубины 0,3 — 0,37 м. На дне ямы был слой охры мощностью 0,05 м. В юго-западном углу погребения было раскопано пятно круглой формы с диаметром 0,18 м, содержащий плотное костное вещество, представляющее собой остатки черепа. Здесь же были обнаружены обломки коренных зубов, контуры ноги, согнутой в коленях. В погребении удалось обнаружить 61 пластину, представляющие остатки вкладышевых двулейзвийных наконечников с истлевшими костяными или роговыми обоймами.
Погребение № 5 имело могильную яму размером в верхней части 2,0 × 1,3 м и в нижней — 1,65 × 1,0 м ориентированную с юго-запада на северо-восток. Погребение было разрушено криогенными процессами, в результате которых южная часть могилы была на 0,20 — 0,26 м ниже чем противоположная сторона. В погребение были обнаружены обломки коренных зубов человека, а также местами встречался костный тлен. Кроме того там также были найдены: один отщеп, два фрагмента призматических пластин, два фрагмента ретушированых пластин, одно тесло из светлоокрашенного нефрита и ещё одно тесло из нефрита в охристой прослойки, 230 пирофиллитовых цилиндрических бусин.
Погребение № 6 было расположено между третьим и десятым погребением. Могильная яма имела размер в верхней части 1,85 × 1,45 м, в нижней — 1,65 × 1,30 м, ориентирована она была с юго-запада на северо-восток. На дне ямы в слое охры были обнаружены оконтуренные кости черепа и ног, согнутых в коленях. Сопроводительный инвентарь представлен находками девяти оббитых тесловидных и ножевидных изделий из светлоокрашенного нефрита, два отщепа, шлифованный однолезвийный нож из светло-желтого нефрита, обломанное лезвие нефритового тесла, три призматические пластины.
Погребение № 7 имело могильную яму размерами 2,10 × 1,2 м в её верхней части и 1,50 × 1,0 м в нижней, глубина — 0,95 м. Погребение было ориентировано с юго-запада на северо-восток. По центру ямы проходил слой охры, повторяющий её контур. В самой охре была найдена цилиндрическая бусина, на глубине 0,7 м шлифованное тесло из светлоокрашенного нефрита. На глубине 0,38 — 0,40 м погребение № 7 пересекалось с погребением № 13. Заполнение могильной ямы составлял коричневый песок с сажистыми линзами и примазками.
Погребение № 8 имело размеры 1,35 × 1,2 м в её верхней части и 1,20 × 1,05 м в нижней с глубиной в 0,72 м. Могильная яма была вытянута с севера на юг. На глубине 0,67 м яма разделилась на две части, одна из которых (южная) оказалась углублена на 0,10 — 0,11 м. Находки представлены фрагментами кости, отщепами и пластинами.
Погребение № 9 было ориентировано с юго-востока на северо-запад и имело форму неправильного овала размерами 0,70 × 0,50 м и глубиной 0,87 м, в восточной части пересекалось с погребением № 3. По раскопкам удалось выяснить, что эта могильная яма была заложена позже чем погребение № 3. Никаких находок обнаружить в ней не удалось, но общая ориентация с погребениями побудила исследователей определить её как кенотаф.
Погребение № 10 имело глубину в 0,6 м, овальную форму размерами 1,5 × 1,3 м и было ориентировано с юго-запада на северо-восток. В центре могильной ямы у дна был обнаружен слой охры, при расчистке которого удалось обнаружить остатки черепа и обломки коренных зубов человека. Также здесь были найдены заготовки тесла из светлоокрашенного нефрита, 34 пластинки-вкладыши, обломок шлифованного нефритового изделия.
Погребение № 11 имело размеры 2,5 × 1,4 м в верхней части и 1,5 × 1,1 м в нижней, глубина — 0,65 м. Было ориентировано с юго-запада на северо-восток. В верхней части могильной ямы местами прослеживались пятна охры, которая переросла в сплошную засыпку ближе ко дну. На глубине 0,25 — 0,45 м были найдены три отщепа и две призматические пластины. На глубине ямы удалось обнаружить контур черепа человека, несколько зубов и фрагмент трубчатой кости. В юго-западной части погребения зафиксировано скопление артефактов, которые были густо засыпаны охрой — 37 пластинчатых сколов и пластин, часть из них имела ретушь, три отщепа, один ретушированный отщеп, окатанный отщеп, галька, заготовки нуклеуса и обломки нуклеусов, плитка песчаника, всего 62 предмета.
Погребение № 12 имело форму овала ориентированного с севера на юг. На глубине 0,55 — 0,60 м были раскопаны отщеп и колотая галька, на глубине 0,70 м — колотая галька. Яма была засыпана древесным углем и в засыпке содержало несколько предметов.
Погребение № 13 имело могильную яму размерами 2,0 × 1,55 м в её верхней части и 1,70 × 1,4 м в нижней, глубина — 1,06 м, ориентированной с севера на юг. Заполнена яма была песком темно- и светло-серого цвета, с вкраплениями угля, также фиксировались пятна охры. При раскопках на глубине от 0,35 до 0,65 м было найдено 64 отщепа (один из нефрита), фрагмент кости и вкладыш-бифас. На глубине от 0,65 до 1,0 м были найдены 22 отщепа, фрагмент трубчатой кости и фрагмент зуба млекопитающего, на самом дне могильной ямы обнаружены две части одной пластины с краевой ретушью и бусина из серого камня.
Погребение № 14 было расположено в двух метрах к северо-западу от погребения № 1. Раскопки вёл Е. М. Инешин в 1993 году при прирезке к раскопу 1977 года. Погребение было ориентировано с юго-запада на северо-восток. При раскопках было выделено четыре углистые прослойки. Из одной такой прослойки был взят уголь для радиоуглеродного анализа. На дне ямы прослеживались пятна охры; кроме того, здесь была найдена уплощенная обитая галька.
Погребение № 15 имело форму неправильного овала размерами в верхней части 2,05 × 1,50 м и нижней — 1,60 × 1,10 м, вытянутого с северо-востока на юго-запад, глубина — 0,75 м. Было раскопано 188 экземпляров артефактов: призматические пластины, нож из светло-зеленого нефрита, отщеп, наконечник стрелы на пластине, обломки гальки, фрагменты костей птиц. В погребение присутствовали следы охры, угля, но остатков человека обнаружено не было.

## Комментарии
1. ↑  Пластина в археологии — скол камня, у которого длина более чем в два раза превосходит ширину и который имеет параллельные края[8].